# Jason Seife
Jason Seife (1989, Miami, Florida) é um artista visual e músico americano, do sul da Flórida. Ele trabalha com pintura, desenho, escultura, instalações e projetos site-specific, animações digitais e arte generativa. Atraves de pinturas e objetos, o trabalho de Seife investiga a herança cultural do Oriente Médio por meio de uma abordagem contemporânea, e investiga padronagens de tapetes persas.

## Trajetória e Carreira
Jason Seife nasceu em 1989 em Miami, na Flórida. Ele nasceu em Miami, Flórida, filho de mãe cubana e pai sírio. Na passagem da infância para a adolescência, Seife passou bastante tempo na casa de uma tia, em um lar de imigrantes iranianos, cercado por tapetes tradicionais do Oriente Médio.
Desde então, o artista é atraído pela cultura visual e material persa, particularmente pela tapeçaria persa. A prática artística de Jason Seife gira em torno de padrões, arabescos e motivos detalhados encontrados em tapetes, mesquitas e arte e arquitetura islâmicas tradicionais. Com interesse em aprender mais saberes locais e para expandir seu estudo e pesquisa de têxteis tradicionais, ele também fez viagens a Marrocos, Turquia, Irã e Síria para se encontrar com tecelões de tapetes e artistas locais.

### Processo artístico
Seife, que já trabalhou como designer gráfico, começou a produzir pinturas em 2013. No que diz respeito ao seu processo artístico, o ponto de partida é a criação de pinturas, muitas vezes em acrílico sobre tela e por vezes acrílico sobre concreto. O primeiro passo é desenhar digitalmente elementos de modo a combinar cores que se traduzam em composições. A partir desse momento, o artista passa a desenhar à mão e pintar na tela. De acordo com o artista, suas pinturas podem levar semanas ou meses para serem finalizadas.

### Obras em NFT
Em 2021, Seife desenvolveu, ao lado do programador Andrew Cassetti, um código algorítmico que transformou onze obras de arte desenhadas à mão em infinitas iterações de padronagens a serem vendidos no mercado de arte como obras impressas. O modelo algorítmico de Seife é definido para justapor e refletir as unidades dentro dos padrões de modo a criar  novos designs. Segundo o artista, os NFTs têm o poder de se conectar com públicos mais amplos.

### Indústria da música
Com vinte e poucos anos, Seife se apresentou e excursionou com bandas antes de retornar às artes visuais: "Depois de tocar com bandas por tanto tempo, percebi o quanto sinto falta de desenhar." Disse o artista à revista Harper's Bazaar, em 2020. Antes de seguir sua carreira artística, o artista colaborou com artistas bem estabelecidos na indústria da música, como Nick Minaj, Pharrell Williams e Big Sean.

## Recepção crítica
No decorrer da exposição individual de Seife em Londres, o escritor Mark Westall, editor e fundador da FAD Magazine, comentou sobre o seu trabalho
"Esse processo físico-digital-físico não apenas permite que Seife crie uma experiência visual mais poderosa, mas também enfatiza a noção de que o artesanato permanece no centro do processo artístico."

## Exposições individuais
Jason Seife teve exposições individuais em espaços artísticos nos Estados Unidos, no Oriente Médio e naEuropa.
- 2014, Palindromes, The Outsiders Newcastle, Reino Unido[15]
- 2018, Writing on the Walls, Montoro12 Gallery, Bruxelas[16]
- 2018, Núcleo, Sharjah Art Museum, Emirados Árabes Unidos
- 2021, Museu Carlo Bilotti, Roma
- 2021, A Small Spark vs a Great Forest, Unidade Londres, Reino Unido[17]
- 2022, Generascope, ICD Brookfield Place no Dubai International Financial Centre, Dubai[3]
- 2023, Coming to Fruit, Pérez Art Museum Miami, Flórida[14]

## Coleções públicas
O trabalho de Seife faz parte  de coleções permanentes de museus e instituições, incluindo o Fort Wayne Museum of Art; Indiana; Mosaic Art Foundation, Istambul; Fundação Goss-Michael, Dallas; Coleção Dean, Los Angeles; Plataforma de Arte Contemporânea Kuwait; e a Tribal Art Foundation, Raipur, Índia.